# Angelica Mandy

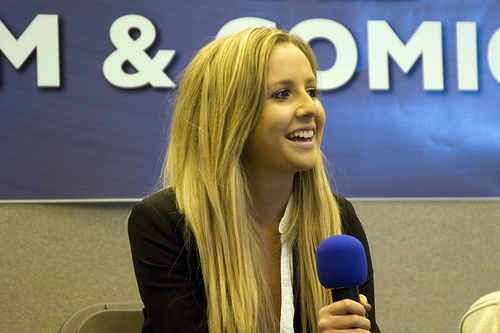
Angelica Mandy på Comicon

Angelica Joyce Mandy, född 25 augusti 1992 i Bath, England, är en brittisk skådespelare.

## Filmografi (filmer som haft svensk premiär)
- 2005 - Harry Potter och den flammande bägaren - Gabrielle Delacour